# Mochlosoma demissum
Mochlosoma demissum là một loài ruồi trong họ Tachinidae.